# Nahal

Nahalbosättigen Ein Radian, 40 kilometer norr om Eilat, 1952

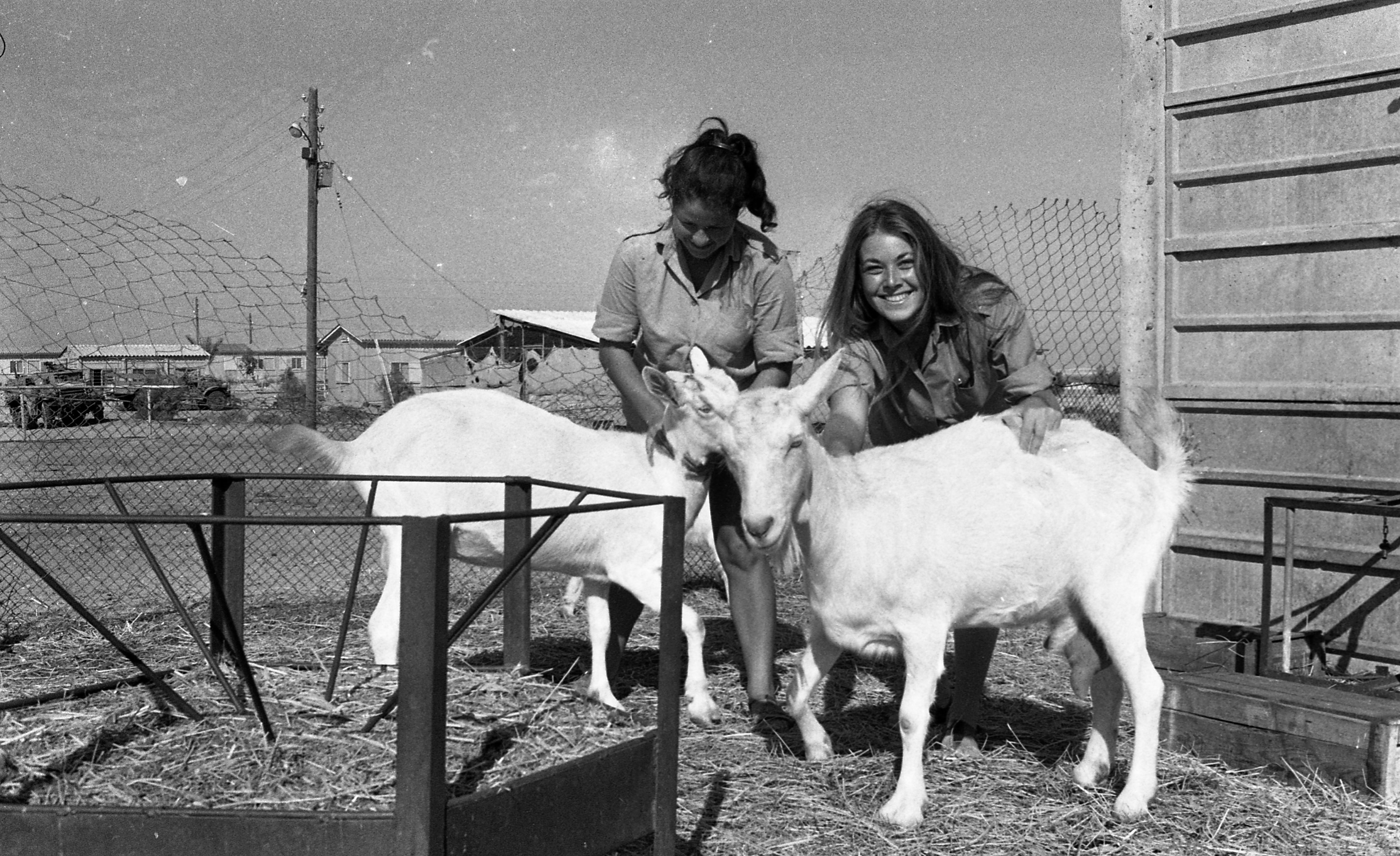
Nahalbosättningen Yam Nahal i Sinai, 1969

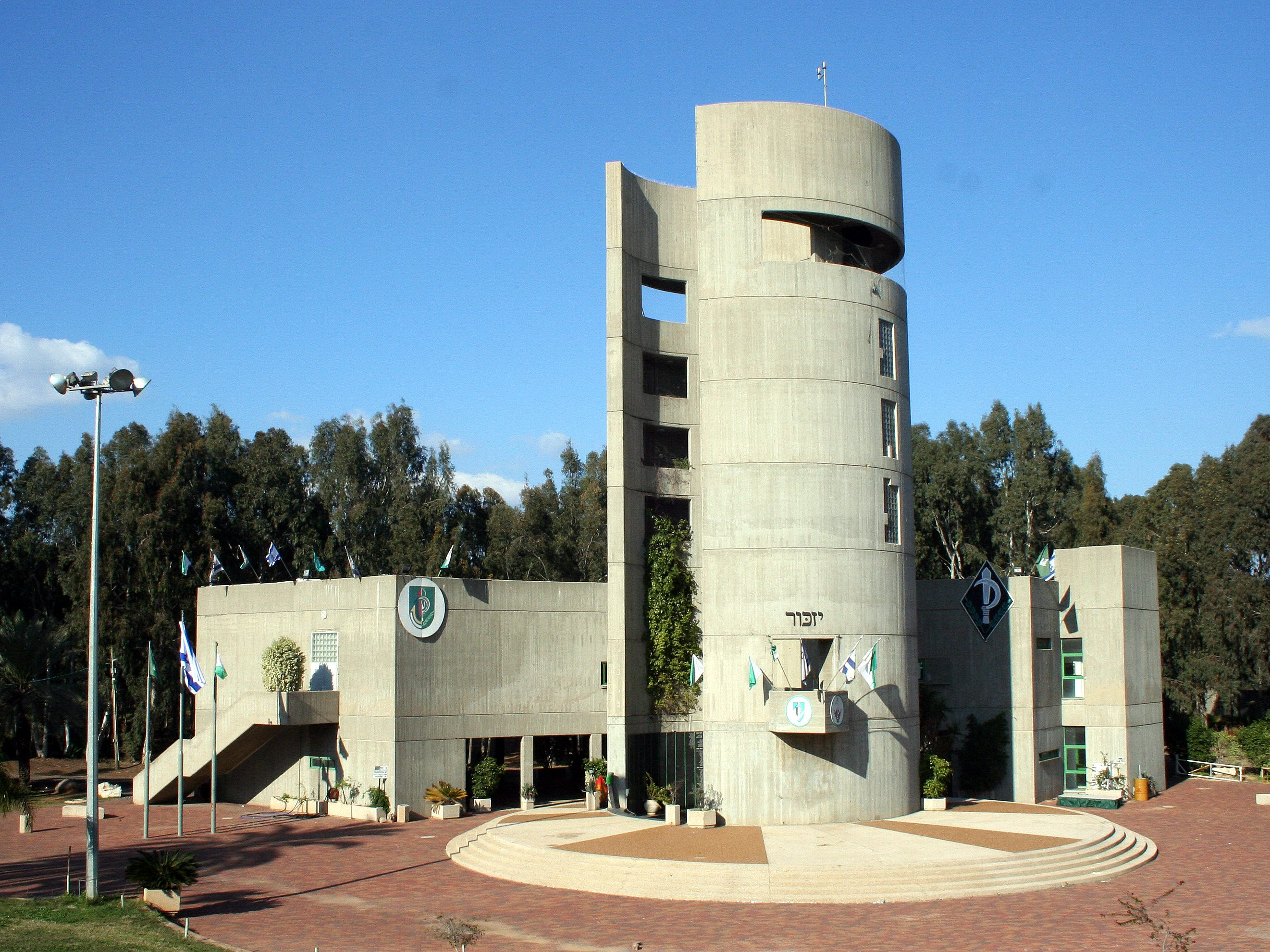
Nahal Memorial i Pardes Hanna-Karkur

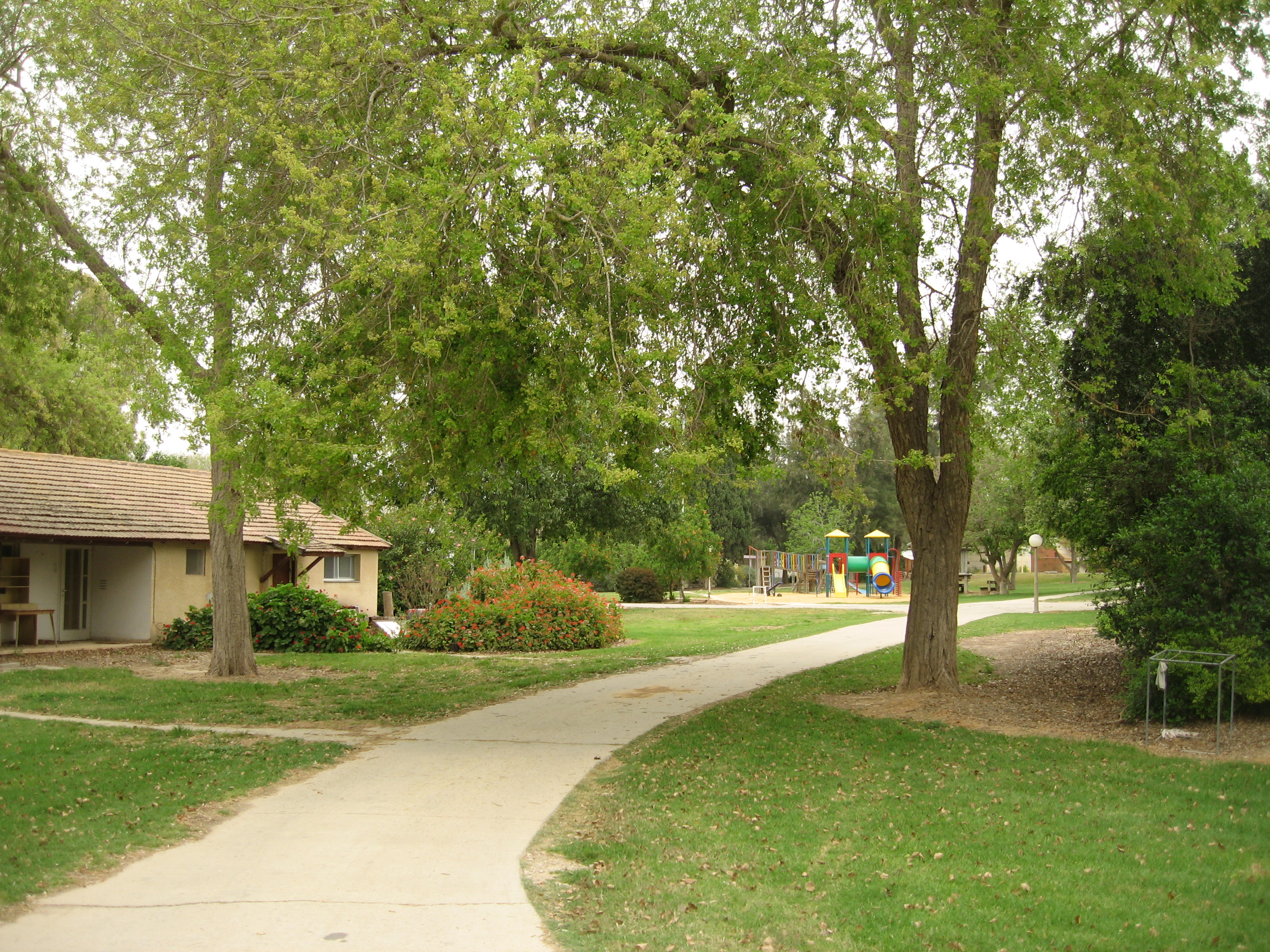
Nahal Oz, Nahals första kibbutz, 2007

Nahal (hebreiska: נח"ל) (akronym för Noar Halutzi Lohem, bokstavligt "De kämpande pionjärungdomarna") är ett program inom Israels försvarsmakt. Det har drivits sedan 1949 i något olika former och kombinerar militärtjänst och social verksamhet och informell utbildning. Före 1990-talet var Nahal en paramilitär verksamhet inom försvarsmakten som kombinerade militärtjänst med anläggning av nya jordbrukskollektiv, ofta i gränsområden.

## Historik
Nahal har sina rötter i tiden för Israels tillblivelse. Programmet grundades av Israels första premiärminister David Ben-Gurion 1949.
Nahal har grundat omkring 108 kibbutzer.

## Nahalbosättningar
Nahalbosättningar var bosättningar som grundlades av Nahal-soldater i Israel och i de områden, som ockuperades 1967. Målet med Nahalbosättningarna var att de skulle bli civila bosättningar. Detta sätt att få igång bosättningar var särskilt användbar för mindre attraktiva områden som Negev, Galileen och Wadi Arabah samt efter sexdagarskriget Västbanken, Gazaremsan, Golanhöjderna och Sinaihalvön.
Den första Nahalbosättningen var Nahal Oz i nordvästra Negevöknen, omedelbart intill Gazaremsan.
Många av dagens kibbutzer var från början Nahalbosättningar. Den sista Nahalbosättningen stängdes som Nahalbosättning 2001.